# Mohamed El Aïchaoui
Pour les articles homonymes, voir Aïchaoui.
Mohamed El Aïchaoui est un militant de la cause nationale algérienne, journaliste, né le 23 janvier 1929 à Si-Mustapha dans la wilaya de Boumerdès.

## Biographie
Mohamed El Aïchaoui, originaire du Âarch des Aït Aïcha, a rejoint le Parti du peuple algérien (PPA), au sein duquel il gravit les échelons et avec lequel il participe aux événements du 8 mai 1945. Il s’est aussi exercé au journalisme en traduisant les articles du journal Saout El Ahrar, diffusés en langue arabe. En 1950, alors qu’il effectue un stage de perfectionnement en journalisme, il fait la connaissance de Mohamed Boudiaf et du militant nationaliste Didouche Mourad.
C’est dans la nuit du 26 au 27 octobre 1954 qu’est imprimée la Déclaration du 1er novembre 1954, texte fondateur de révolution algérienne, sous la supervision de Ali Zamoum.
Mohamed El Aïchaoui est ensuite arrêté, dès son retour de Kabylie où les documents de la Déclaration du 1er novembre 1954 ont été tirés au domicile des Zaâmoum. À son arrestation le 16 novembre 1954, il est torturé puis transféré à la prison de Tizi Ouzou avant d'être condamné à 18 mois de prison. Une peine qu’il purge à la prison de Serkadji et à celle de Berrouaghia.
À sa sortie de prison en 1956, il rejoint les rangs de l'Armée de libération nationale (ALN) dans la Wilaya IV historique en compagnie de son ami Yahia Boushaki, dans le service d’information.
Il est tué en 1959 lors d’un accrochage avec l’armée française dans les montagnes de Zbarbar (zone2) dans la Wilaya 4.